# Ilipula
Ilipula là một chi nhện trong họ Pisauridae.